# Ever Palacios
Ever Palacios (* 18. leden 1969) je bývalý kolumbijský fotbalista.

## Reprezentace
Ever Palacios odehrál 10 reprezentačních utkání. S kolumbijskou reprezentací se zúčastnil Mistrovství světa 1998.

## Statistiky
| Kolumbie | Kolumbie | Kolumbie |
| Roky     | Záp.     | Góly     |
| -------- | -------- | -------- |
| 1997     | 3        | 1        |
| 1998     | 7        | 0        |
| Celkem   | 10       | 1        |